# Айлурофобія
Айлурофо́бія (англ. ailurophobia; дав.-гр. Αἴλουρος — кішка + фобія), синонім — галеофобія, гатофобія, від γαλέη або γαλῆ — дрібний хижак («тхір» або «ласка») — нав'язлива боязнь кішок.

## Причини
Як і всі страхи та фобії, айлурофобія може проявлятися в несвідомому вигляді, як захисний механізм. Ця фобія може бути отримана в реальному житті через страх чогось, що пов'язано з кішками і емоційними травмами. Айлурофобія також може бути викликана видом тих, хто отримав травми. До тих пір, поки негативний вплив на підсвідомість досить сильний, негативні емоції автоматично діють як нагадування про «небезпеку» при вигляді кішки.
Фобія проявляється по-різному. Деякі постраждалі бояться кішок майже весь час, а інші тільки у відповідь на пряму загрозу з боку кішки. Деякі з можливих ситуацій, які можуть викликати страх: котяче муркотіння; вид справжньої живої кішки; багато хто вважає, що кішка, можливо, нападає, коли вона на вулиці; думка про зустріч з кішкою в темній кімнаті, кішки на картинках і на телебаченні; іграшкові кішки, а також боязнь хутра цієї тварини.

## Відомі люди, що страждали на айлурофобію
- Наполеон Бонапарт[1]
- Александр Македонський[2]
- Юлій Цезар[2]
- Чингізхан[2]
- Беніто Муссоліні[2]
- Адольф Гітлер[2]
- Ігор Пустовіт[3]